# David Bell (hockey sur gazon)
Pour les articles homonymes, voir David Bell et Bell.
David Bell (né le 11 mars 1955 à Melbourne) est un joueur de hockey sur gazon australien. Il participe aux Jeux olympiques d'été de 1976 et aux Jeux olympiques d'été de 1984. En 1976, il remporte la médaille d'argent de la compétition.

## Palmarès

### Jeux olympiques
- Jeux olympiques de 1976 à Montréal,  Canada
  -  Médaille d'argent.